# ED-209
ED-209 is een robot die voorkomt in de sciencefictionfilm RoboCop.
Nadat hij vele keren getest is, werd het tijd voor een presentatie. Een proefpersoon richtte een aan hem aangereikt wapen op ED-209. Deze gebood hem het wapen te laten vallen; echter dat werd niet door ED-209 opgemerkt, dit met fatale gevolgen.
De scene werd in 1989 als sample gebruikt door de Britse rapper Silvah Bullet in zijn hit 20 Seconds to Comply. Ook werd de sample in enkele hardcore platen gebruikt.